# Ștefan Grigorie
Ștefan Costel Grigorie (Segarcea, 31 gennaio 1982) è un ex calciatore rumeno, di ruolo centrocampista.

## Palmarès
- Coppa di Romania: 3

Dinamo Bucarest: 2002-2003, 2003-2004, 2004-2005
- Campionato rumeno: 1

Dinamo Bucarest: 2003-2004
- Supercoppa di Romania: 2

Dinamo Bucarest: 2005
Rapid Bucarest: 2007